# Tubanti
Tubanti  (latinsko Tubantes, starogrško Τούβαντοι, latinizirano: Toubantoi) so bili germansko pleme. Proti koncu obodobja preseljevanja so Tubanti živeli na vzhodu današnje Nizozemske v današnji regiji Twente, pa tudi na območju današnjih nemških okrožij Borken, Steinfurt (obe v Severnem Porenju-Vestfaliji) in grofije Bentheim (Spodnja Saška).
V poročilih zgodovinarja Publija Kornelija Tacita o ekspediciji rimskega generala Germanika leta 14 n. št. v severni Nemčiji in na območju današnje Nizozemske se Tubanti omenjajo kot Tubanti. Skupaj z Usipeti in Brukteri so priskočili na pomoč Marsom proti rimskim četam in Germaniku postavili zasedo v gozdni grapi. Tudi leta 308 je prišlo do spopada z rimskimi četami, ki so pod cesarjem Konstantinom Velikim napadle Bruktere. Tubanti so bili zastopani tudi v germanski koaliciji, ki je prišla na pomoč Brukterjem.
V Enschedah je nizozemski dnevni časopis, imenovan »Tubantia« ("De Twentsche Courant Tubantia"). Ime Tubantov živi tako v imenu tega dnevnega časopisa kot tudi v imenu športnih društev (na primer nogometnega kluba H.V.V. Tubantia, Hengelo). Obstajala je tudi nizozemska ladja z imenom "Tubantia".